# Parasterope lata
Parasterope lata är en kräftdjursart. Parasterope lata ingår i släktet Parasterope och familjen Cylindroleberididae. Inga underarter finns listade i Catalogue of Life.